# スモッシュ
スモッシュ（Smosh）とは、アメリカ合衆国出身の二人組YouTuberである。

## 概要
少年時代からの友人であったアンソニー・パディヤ（Anthony Padilla 1987年9月16日 - ）とイアン・ヒコックス（Ian Hecox 1987年11月30日 - ）によって創設されたコメディYouTubeチャンネル。2018年現在、登録者数2300万人を超える人気チャンネルとなっている。主流テレビ局の番組でも多々紹介された。カリフォルニア州サクラメント近郊のカーマイケルに在住。

## 歴史
スモッシュによる「ポケモン」テーマのミュージック・ビデオはYouTubeで多く視聴されたものの一つであったが、現在は削除されている（〔彼らのウェブサイトのスモッシュ・ドットコム上ではまだ見ることができる）。この動画は2400万以上もの再生回数があった。
2007年3月、スモッシュはYouTubeで初めて催された"YouTubeビデオアワーズ"の際、彼らの動画"Smosh Short 2: Stranded"で「ベスト・コメディ・オブ・2006」を受賞している。
スモッシュのYouTubeでの新しいアカウント名はIanHといい、スモッシュ・チャンネルからビデオを視聴する多数の人々が素通りしそうなビデオクリップを公開する場として利用している。彼らはこのアカウントでも十分に人気を得ていて、視聴予約は1万4500人以上、最多視聴予約リストのトップ100のうち、67位に位置している。
『IanH』のアカウントはその名の通り、イアン・ヒコックスが一人で出てくる事がたびたびあったりと、主にイアン・ヒコックスだけで構成されているが、時々、アンソニーと一緒に「ファンレター読んだり」「ファーストフードを買いに行って食べたり」と、『Smosh』の舞台裏のような所が見られる。
2011年、投稿ペースを速めていたが、このまま自分たちのみで運営することは不可能と感じ、これまで自分たちで行なってきた運営権をDefy Media社に売却した。
2012年には『El Smosh』のアカウントを設立。スタッフのPatrickによってスペイン語に翻訳された作品が投稿される。なお、英語版で元々スペイン語の台詞は英語になっている。
大の日本好きであり、動画内で日本のカルチャーや日本人について度々取りあげている。日本で2011年に起こった東日本大震災の際には、真っ先に日本への救助費の寄付を募る動画を公開している。
フォーブスの2015年に行った調査によれば、スモッシュの年収はYouTuberとしては世界2位となる850万ドル（約10億円）である。「スモッシュ・ザ・ムービー」と呼ばれる彼らの映画をリリースする。  
2017年6月14日、アンソニーは、「創造的な自由の欠如」のために、独立したビデオベンチャーを追求するためにスモッシュを離れることを発表した。イアンは、スモッシュにとどまると述べ、「スモッシュを次のフェーズに進めることを本当に楽しみにしていた。そして、人々が私たちの今後の予定を見るのを待ちきれません。」と付け加えた。
2018年、運営権を持っていたDefy Media社が廃業。存続の危機が危ぶまれたが、メンバーが介入し、Mythical Entertainment社が売却したため、活動が継続された。
2023年6月20日、「WE BOUGHT SMOSH!」という動画を投稿し、動画内にて、アンソニーとイアンのツーショットが6年ぶりに復活、これまでの運営権問題などのことを話し、Smoshの運営権がアンソニーとイアンの二人へと移り、アンソニーがスモッシュに復帰することが発表された。

## スモッシュ・ドットコム
スモッシュ・ドットコム（Smosh.com）はもともと、2002年半ば頃に、カーマイケルに住む高校の友人グループ用のフリー・フォーラム・サイトとして始められた。このフォーラムは現在5万5000人以上のメンバーがいる。このサイトで独占公開されているビデオは、メンバーであれば視聴することができる。

## FOOD BATTLE (フード・バトル)
毎年末に投稿される動画シリーズ。イアンとアンソニーの好物を巡る大げんかがテーマの内容だが、大喜利のようにお題代わりの物販カタログから、二人の好物でこれの代わりはできるかを競うもので、二人が食べ物で面白いことをする茶番劇となっている。好物は、イアンは一貫してピンク色のクリスピー・ドーナツなのに対し、アンソニーはその年によってコロコロと変わる。レギュラーシリーズ最終章となる2016年では、イアンと同じクリスピー・ドーナッツ（ただし素材が全て植物系のビーガン仕様ドーナッツ）での対決となった。
2023年、アンソニーのスモッシュ復帰に伴い、7年ぶりに復活が決定。9月16日に予告編が公開され、11月17日の本編公開が発表された。

### FOOD BATTLEの歴史
- 赤色はアンソニー、青色はイアン、緑色は引き分け勝利。

| 年度 | アンソニーの食べ物              | イアンの食べ物       | 死因                                                                                                   | 勝者         |
| ---- | ------------------------------- | -------------------- | --- | ------------ |
| 2006 | タキート                        | ピンク色のドーナッツ | アンソニーは溺死。                                                                                     | イアン       |
| 2007 | セロリ                          | ピンク色のドーナッツ | イアンは運転中に死亡。                                                                                 | アンソニー   |
| 2008 | チュロス                        | ピンク色のドーナッツ | アンソニーは躓いてチュロスに腹を刺傷れた。                                                             | イアン       |
| 2009 | ブリート                        | ピンク色のドーナッツ | アンソニーは自分のブリートをシアン化物中毒を手に入れた。                                               | イアン       |
| 2010 | 唐辛子                          | ピンク色のドーナッツ | イアンはヘアドライヤーがバケツの水に入れられた時に死亡。                                               | アンソニー   |
| 2011 | レインボーペロペロキャンディ    | ピンク色のドーナッツ | アンソニーはイアンに矢を放ち、勝とうとしたが、アナウンサーはイアンと共に死亡。                         | 引き分け勝利 |
| 2012 | エッグロール                    | ピンク色のドーナッツ | 脳が交換され、イアンの心臓がピンク色のドーナッツに置き換えられた後、アンソニーの体の中でイアンが死ぬ。 | アンソニー   |
| 2013 | 巨大なガミーヘビ                | ピンク色のドーナッツ | アンソニーはイアンがトリガーワードを聞いた時に剣に刺死した。                                           | イアン       |
| 2014 | 氷砂糖                          | ピンク色のドーナッツ | カタログ本が毒で覆われた時にアンソニーは死ぬ。後にアナウンサーはイアンを毒のバケツに押し込み。         | 引き分け勝利 |
| 2015 | チョコレートで覆われたバナナ    | ピンク色のドーナッツ | イアンは窒息。                                                                                         | アンソニー   |
| 2016 | ピンク色のドーナッツ (ビーガン) | ピンク色のドーナッツ | イアンとアンソニーが引き分けを呼び出してフードバトルを終了する事を決定したため、引き分け。             | 引き分け勝利 |
| 2023 | フランスパン                    | ピンク色のドーナッツ | アンソニーとイアンが抱き合った際にハサミがアンソニーに刺さる。                                         | イアン       |

## 映画
『スモッシュ・ザ・ムービー』(原題: Smosh: The Movie) は、2015年のアメリカ合衆国コメディウェブ映画。
あらすじ
アンソニー・パディヤとイアン・ヒコックスは親友であり、イアンの両親と共に小さな家に住んでいた。アンソニーはピザ配達人として行き止まりの仕事をしており、イアンは家にいるYouTubeストーカーの男子といたずら者。
二人は事実上YouTubeの内部に入り、アンソニーが再会で高校の時めきに勝チャンスを台無しにするクリップを変更する。
日本語吹き替え
| 役名                         | 俳優                               | 日本語吹替     |
| ---------------------------- | ---------------------------------- | -------------- |
| アンソニー                   | アンソニー・パディヤ               | 細谷佳正       |
| イアン                       | イアン・ヒコックス                 | 佐藤拓也       |
| Mr.エリス                    | ピーター・ブライトメイヤー         | 塩屋翼         |
| スティーブ・ユーチューブ     | マイケル・イアン・ブラック         | 青山穣         |
| アンナ・リード               | ジリアン・ネルソン                 | うえだ星子     |
| おけつマッサージガール       | ブリタニー・ロス                   | 佐藤亜美菜     |
| ストーンコールド・スティーブ | スティーヴ・オースティン           | 山野井仁       |
| ベサニー                     | クリスティン・オメーラ             | 井上喜久子     |
| ポール                       | ケヴィン・ウィル                   | 羽田真         |
| ジェナ・マーブルス           | ジェンナ・マーブルス               | 根本圭子       |
| ディリ                       | キム・ゲートウッド                 | 竹内夕己美     |
| サッシュ                     | キムーン・キム                     | 水島裕         |
| スーパーボーリングマン       | デミアン・ポワチエ                 | 高瀬右光       |
| ステファニー                 | グレース・ヘルビッグ               | あいざわゆりか |
| ドライバー                   | エリシャ・ヤッフェ                 | 森宮隆         |
| メールマン                   | ハーレイ・モレンスタイン           | 蜂須賀智隆     |
| ファーリーバニー             | ラッセル・ピッツ                   | 野坂尚也       |
| マークプライヤー             | マーク・エドワード・フィシュバック | 矢野智也       |
| 兵士の妻                     |                                    | 鬼山亜紀子     |
| 子供①                        |                                    | 西島麻紘       |
| 子供②                        |                                    | 小若和郁那     |

日本語版制作スタッフ 演出：簑浦良平、翻訳：徐賀世子、制作：ACクリエイト

## メンバーズ

### メイン
アンソニー・パディヤ（Anthony Padilla、1987年9月16日）（36歳）
ツッコミ担当。
イアン・ヒコックス（Ian Hecox、1987年11月30日）（36歳）
ボケ担当。

### 他のメンバー

#### 現在のスモッシュ出演者
- キース・リーク・ジュニア (Keith Leak Jr.)
- ノア・グロスマン (Noah Grossman)
- オリビア・スエイ (Olivia Sui)
- コートニー・ミラー (Courtney Miller)
- シェイン・トップ (Shayne Topp)
- ダミアン・ハース (Damien Haas)
- アマンダ・リハン・カント (Amanda Lehan-Canto)
- アラーシャ・ララニ (Arasha Lalani)
- アンジェラ・ジラタナ (Angela Giarratana)
- チャンス・マククレリー (Chanse McCrary)
- トミー・ボー (Tommy Bowe)
- スペンサー・アグニュー (Spencer Agnew)
- トレバー・エバーツ (Trevor Evarts)

#### 過去のスモッシュ出演者
- マシュー・ソヒンキ (Matthew Sohinki)
- アムラ・フリッツ・リケッツ (Amra "Flitz" Ricketts)
- ジョシュア・ジヴェンシャイア・オーブンシャイア　(Joshua "Jovenshire" Ovenshire)
- ウェスリー・ウェス・ジョンソン (Wesley "Wes" Johnson)
- エリカ・ボーズ・ボーズマン (Ericka "Boze" Bozeman)
- デビッド・レーザーコーン・モス (David "Lasercorn" Moss)
- マリコ・マリ・高橋　(Mariko "Mari" Takahashi)
- サラ・ホイットル (Sarah Whittle)
- マシュー・ラウブ (Matthew Raub)
- キミー・ヒメネス (Kimmy Jimenez)
- セージ・ライアン (Saige Ryan)

## スモッシュに登場する架空のキャラクター
スティーヴィー（Stevie）
演 - ポール・トッド
イアンとアンソニーの隣人。
陽気で幸せな性格。イアンとアンソニーに嫌われているため、2人に拒絶されたり殴られることが多い。
シャロン・ヒコックス（Sharon Hecox）
イアンのママ。
チャリー（Charlie the Drunk Guinea Pig）